# ویک بی‌دورستیده
ویک بی‌دورستیده (به هلندی: Wijk bij Duurstede) یک منطقهٔ مسکونی در هلند است که در استان اوترخت واقع شده‌است. ویک بی‌دورستیده ۵ متر بالاتر از سطح دریا واقع شده‌است.

## خواهرخوانده
شهر ییچین خواهرخواندهٔ ویک بی‌دورستیده هست.

## نگارخانه

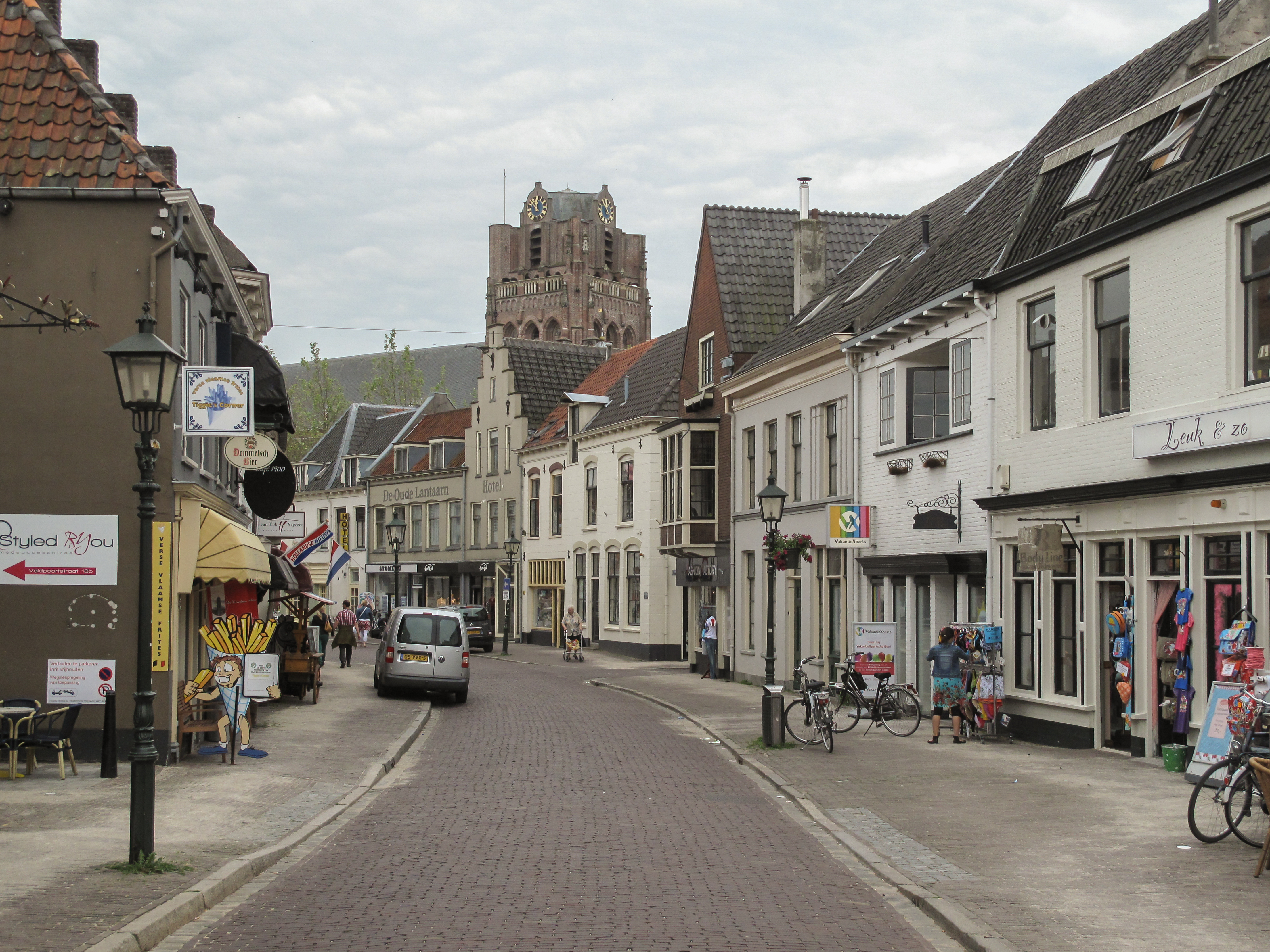
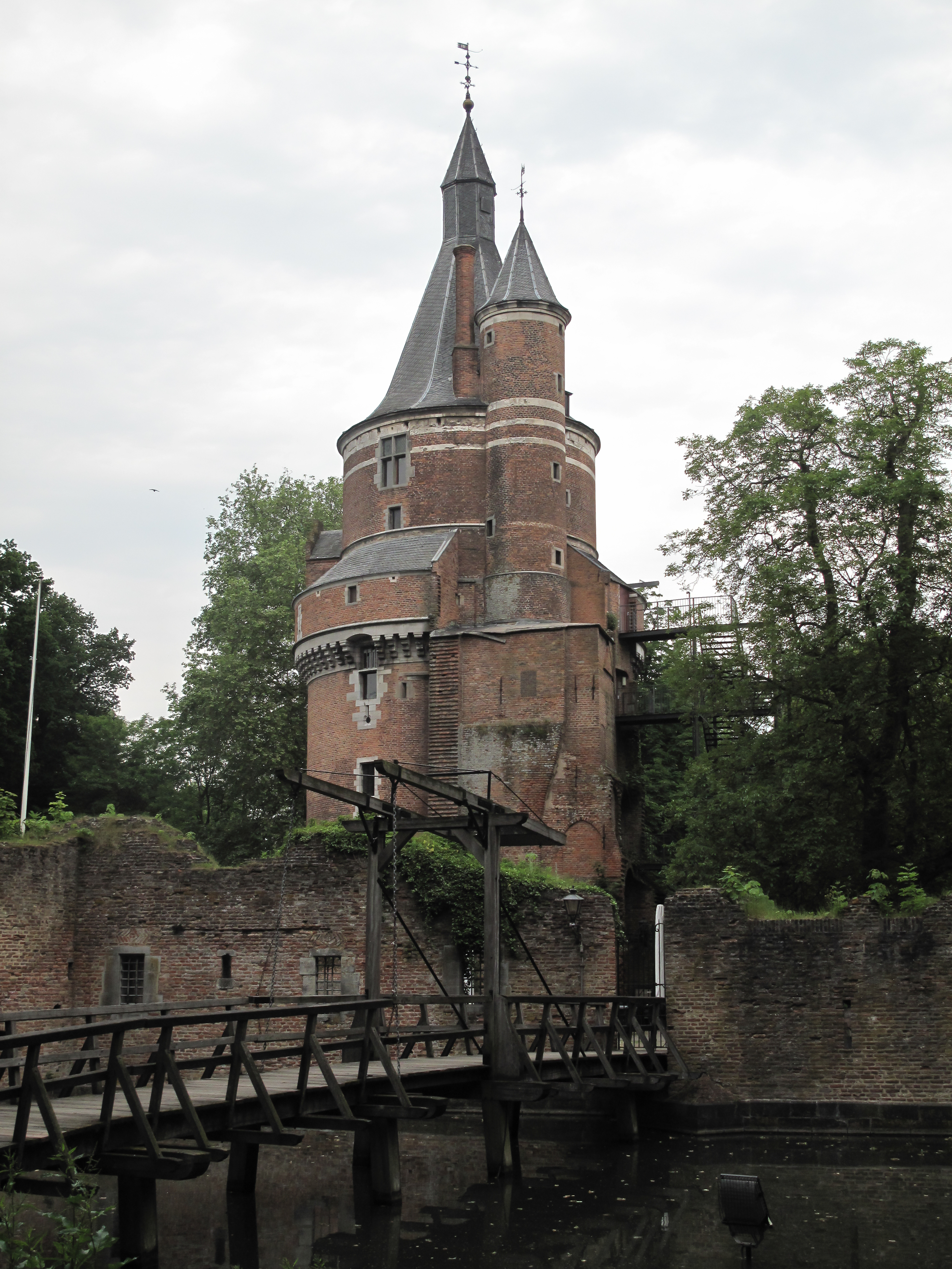
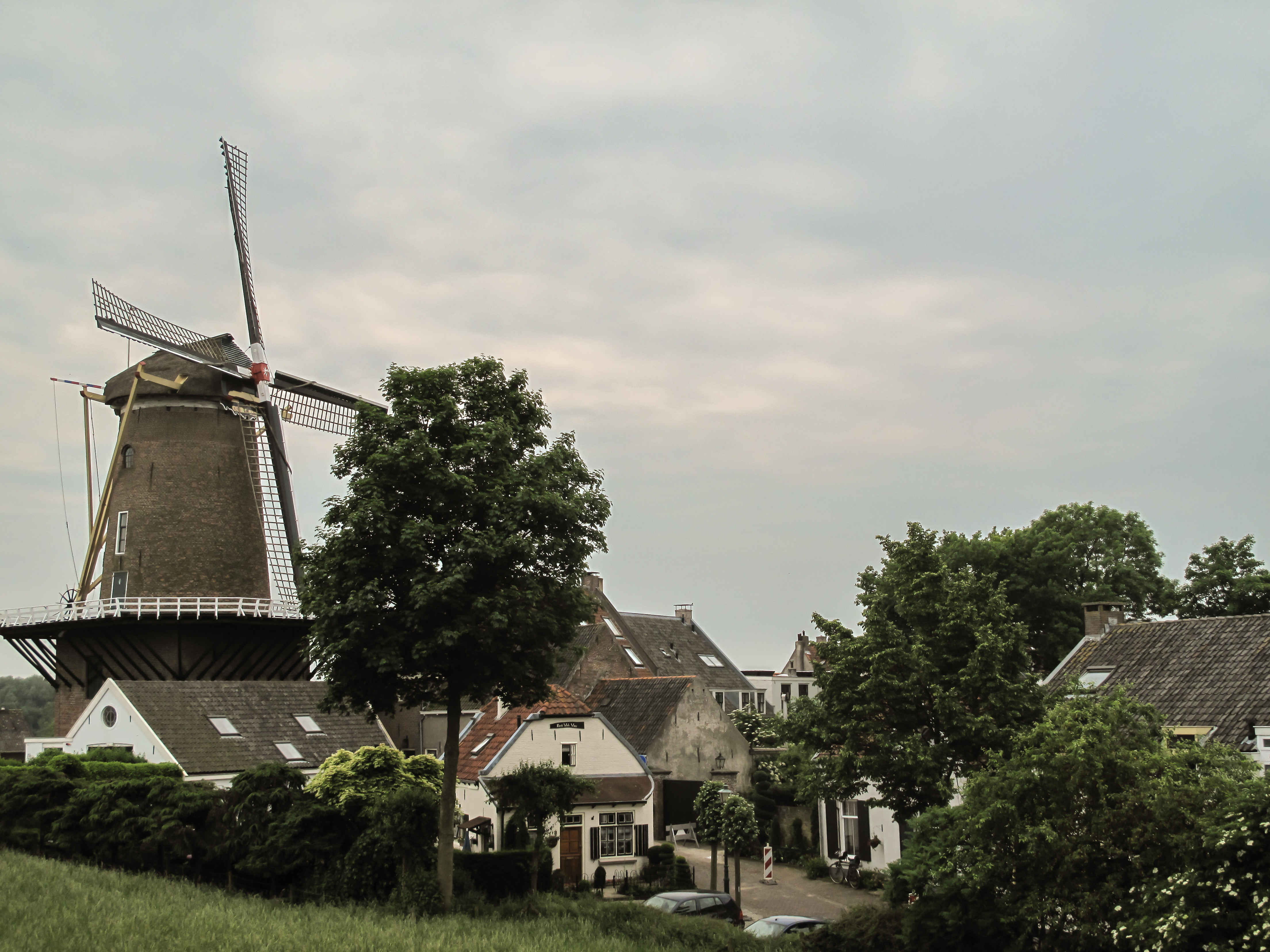